# ジョン・エリオット (ニューファンドランド総督)
ジョン・エリオット（英語: John Elliot、1732年 - 1808年9月20日）は、スコットランド出身のイギリス海軍士官である。七年戦争とアメリカ独立戦争で活躍して提督にまで昇進し、その後ニューファンドランド植民地の総督を短期間務めた。
エリオットはスコットランドのジェントリの家庭に生まれ、イギリス海軍に入った。入隊直後のころはあまり知られていないが、七年戦争時にポストキャプテンへの昇進を受け、32門フリゲート艦のアイオロスを指揮して、フランスの小型私掠船を拿捕し、その後3隻から成る戦隊を指揮して、悪名高きフランス私掠船の船長で、1760年にアイルランド沿岸を攻撃していたフランソワ・テュロに、イギリスとの交戦を仕向けるという快挙を成し遂げた。短時間の、しかし激しい戦闘の後、テュロは戦死し、私掠船は拿捕された。エリオットは英雄として歓喜の声で迎えられ、彼の戦隊の艦長たちも報酬を得た。七年戦争が終わるまでに数隻の艦を指揮したエリオットは、その後の平時を経て、アメリカ独立戦争で戦場に復帰した。
このアメリカ独立戦争でのエリオットの任務には、カーライル和平使節団の委員をアメリカに派遣することも含まれていた。そして、ヨーロッパに帰る前に、アメリカの沖合での作戦で役割を果たしたが、これはさほど大規模なものではなかった。ジブラルタル包囲戦とサン・ビセンテ岬の海戦に、ジョージ・ブリッジズ・ロドニー提督と参戦し、また、リチャード・ケンペンフェルト提督と1781年のウェサン島の戦いにも参戦した。アメリカ独立戦争後、提督に昇進したエリオットは、平時にニューファンドランドの総督を務めた。しかしその後勃発したフランス革命戦争では、体力の衰えにより参戦がかなわず、1808年に提督の地位で死去した。

## 海軍入隊と家族
エリオットは1732年、スコットランドに、第2代準男爵サー・ギルバート・エリオットと妻ヘレンの四男として生まれた。子供の頃のエリオットに関する情報はきわめて少ないが、1740年にポーツマスの王立海軍学校を卒業後、イギリス海軍に入隊して、その年の7月にオーガスタに乗った。それから病院船のプリンセス・ロイヤルに移り、チェスタフィールドとアシスタンスに乗って、その後スループ・オブ・ウォーのペギーで2年間任務に就いた。1752年1月には海尉試験に合格したが、その後任務を受けるまでに時間がかかり、1756年4月30日にやっとスカボロに乗艦した。おそらくこの頃に、兄である第3代準男爵サー・ギルバート・エリオットが庶民院議員となって、海軍卿の一人に任命されたため、エリオットの昇進の速度が増したと思われる。1757年の1月21日には指揮官となり、同じ1757年の4月5日にはポストキャプテンとなった。指揮官としての最初の仕事は、海峡艦隊と共にヒュッサーを率いて、ロシュフォールの偵察に向かうことだった。

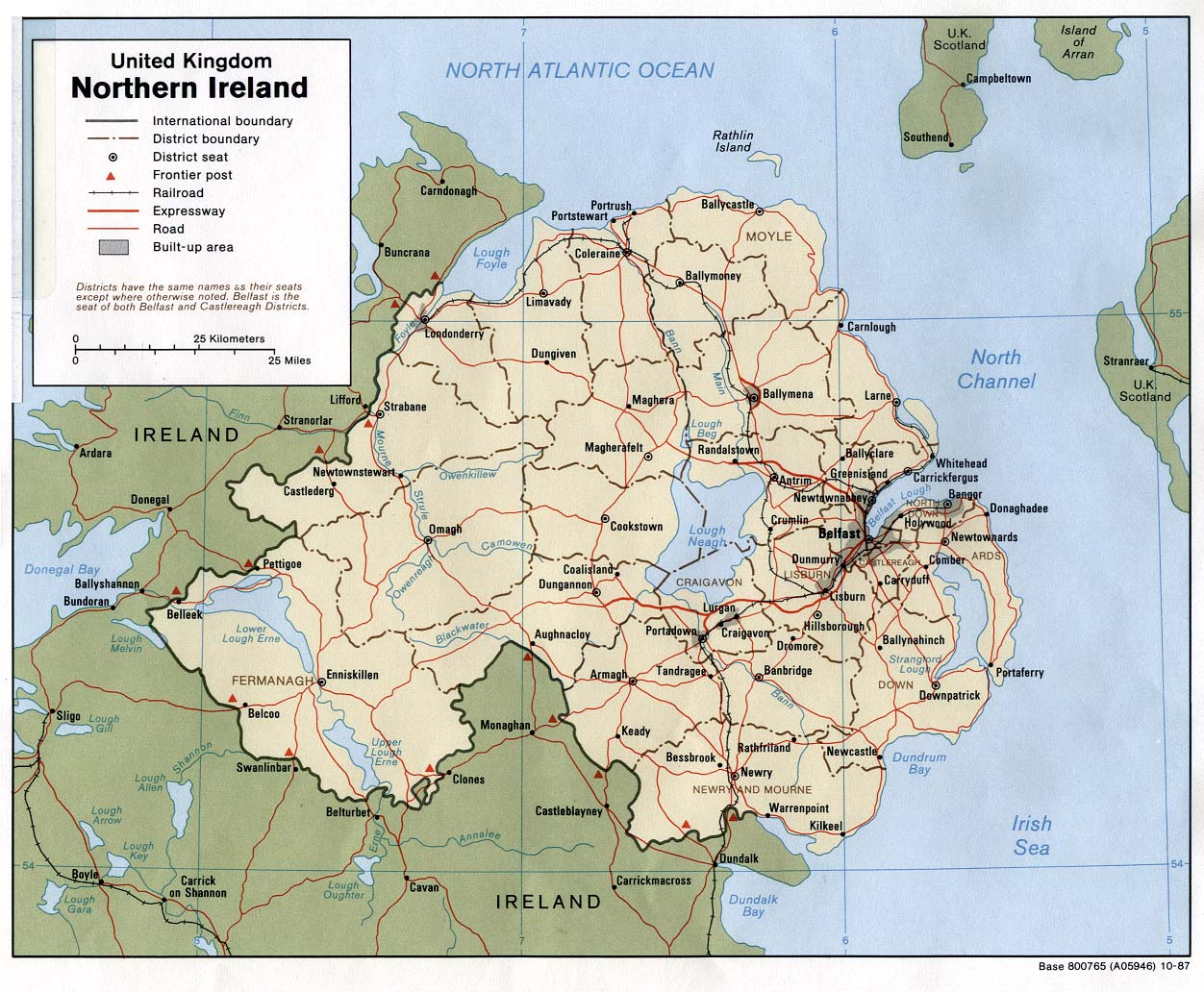
現在の北アイルランド、中央右より、ベルファストのやや右上にカリックファーガスが見える。

1758年11月には、新しい32門艦のアイオロスで任務に就いた。1759年3月19日、ブルターニュの沖合を50門艦アイシスと進んでいたエリオットは、フランスのコルベット艦4隻が船団を護送しているのに出くわした。この船団と2隻のフリゲート艦は逃走したが、アイシスがその後をつけ、その場に残ったフランス艦、36門のブロンドと20門のミニヨンヌは、エリオットのアイオロスのすぐそばまでやって来て、アイオロスがアイシスと共に後を追うのを妨害した。エリオットはミニヨンヌと交戦して、激戦の末これを拿捕したが、ブロンドは逃げ去った。この交戦でミニヨンヌの指揮官は戦死し、副指揮官を含む25人の乗員が負傷した。アイオロスの死傷者は、2、3人の負傷者が出たにとどまった。エリオットは、その年いっぱいをエドワード・ホークの艦隊と共に航海し、12月27日には、キベロン湾からイントレピッド (戦列艦・初代)で巡航した。この艦は悪天候のため、指定されていた合流地点のグロワ島に到着できず、物資が底を突きはじめ、エリオットは代わりにアイルランド南部のキンセールを目指して、1760年1月21日にそこで補給をした 。そこでも天気は荒れた状態のままで、出発を延期している間に、アイルランド総督のベドフォード公爵ジョン・ラッセルからの手紙が届いた。その内容は援助を依頼するものであった。フランスの私掠船船長のフランソワ・テュロがカリックファーガス（アイルランド北東部の都市）の近くに上陸しており、この沿岸には数隻の船しかいないということだった 。この手紙はイギリス艦が立ち寄るすべての港に送られていて、どこかにテュロたちを捕らえる艦が寄港しているという期待が込められていた。しかし艦は皆出払っており、偶然にエリオットだけがキンセールに寄港していたのだった。またキンセールには、嵐から避難していた36門艦ブリリアントとパラスもいた。

## テュロとの交戦

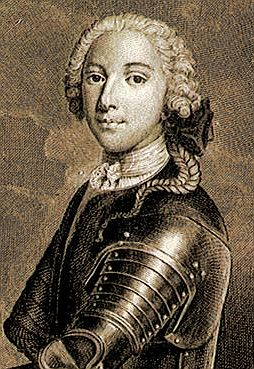
フランソワ・テュロ

エリオットは戦隊を急がせて、2月26日にカリックファーガスに到着した。しかしフランスの私掠船はすでに発った後だった。戦隊はテュロの私掠船を追跡し、2月28日に追いついた。フリゲート艦のマレシャル・ド・ベルアイズル、テルシショール、ブロンドから構成されたフランス戦隊とイギリス海軍の間で、午前9時にマン島で戦いが始まった。混戦の末、テュロの軍は打ちのめされ、屈服させられた。フランス艦はこの戦いでマストを折られ、沈没しかけていた。テュロは戦闘の最中に砲弾を受けて戦死し、遺体は海中に投げ込まれた。300人近いフランス軍は戦死か負傷かのいずれかであったが、イギリス側は、アイオロスは4人戦死で15人負傷、パラスは1人が戦死で5人が負傷、ブリリアントは11人負傷にとどまった。テュロの遺体はポート・ウィリアムの岸に打ち上げられ、カークメイデンで正式な軍令に則って埋葬された。テュロの所有物の中には、浮彫を施した銀のタバコ入れがあり、テュロ自身の名が刻まれていた。これはサー・ウィリアム・マックスによりエリオットに与えられた。サー・ウィリアムは、テュロの葬儀を取り仕切り、喪主を務めた人物だった。

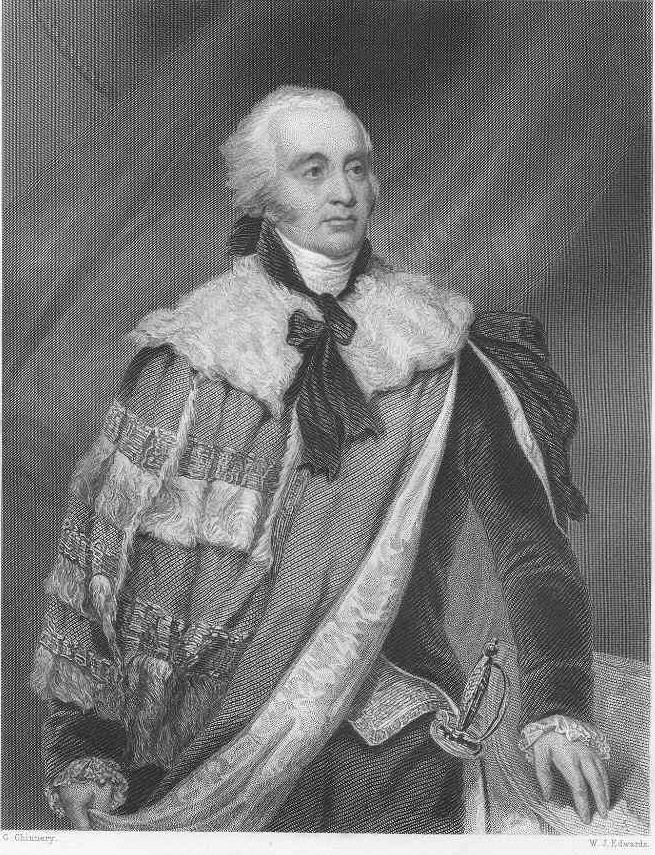
ミントー伯爵ギルバート・エリオット＝マーレイ＝キニンマウンド

エリオットは、イギリス議会とアイルランド議会より謝意を表され、コーク市の自由市民権を与えられた。エリオットのいとこにあたる初代準男爵サー・トマス・ペイズリーは、この戦闘の際にアイオロスに乗っていて功績を挙げ、アイオロスの海尉に昇進した。フランス艦のブロンドとテルシショールはイギリス海軍のものとなり、スピットヘッドに戻っていたエリオットは、国王ジョージ2世に拝謁した。巷にはこの戦闘を題材にした曲や絵画、文章が広く出回って行った。その後、1804年に海軍中将ホレーショ・ネルソンは、エリオットの甥ギルバート・エリオット＝マーレイ＝キニンマウンド（ミントー卿）にこういう手紙を書いている。
「エリオット提督への敬意を表することを許されたいと思います。22年前、私は提督に紹介される栄誉を得ました、提督に仕えることに喜びは見いだせませんでしたが、近代の戦闘での勝利において、あの時のテュルロとの戦いは及第点にふさわしいものでありました」

## 七年戦争終結まで
エリオットはさらに、1760年5月17日にベル・イル島で、海岸にフランス軍の砲台が並ぶ中、貨物を多く積んだ敵のブリッグ船を阻止して名を挙げた。アイオロスはこの戦いでかなりの損害を受け、修理のため帰港した。艦が修理されるまでの間、エリオットは臨時に44門艦ゴスポートを指揮して、商船団をバルト海までの護衛が可能だった 。この護衛の任務が終わり、アイオロスの修理も完了した。エリオットは再びアイオロスを指揮して、1761年はビスケー湾を航海した。3月23日、フランスの私掠船で4門艦カルナヴァルを拿捕し、スピットヘッドへ連行した。スピットヘッドに戻ったエリオットは、70門艦チチェスターの指揮を任された。七年戦争が終わるまでの間、エリオットはこのチチェスターで、チャールズ・ソーンダース提督指揮下にあって、七年戦争の最終段階の作戦を続ける地中海艦隊へと出向いたが、この時は実戦は行われなかった。

## アメリカ独立戦争

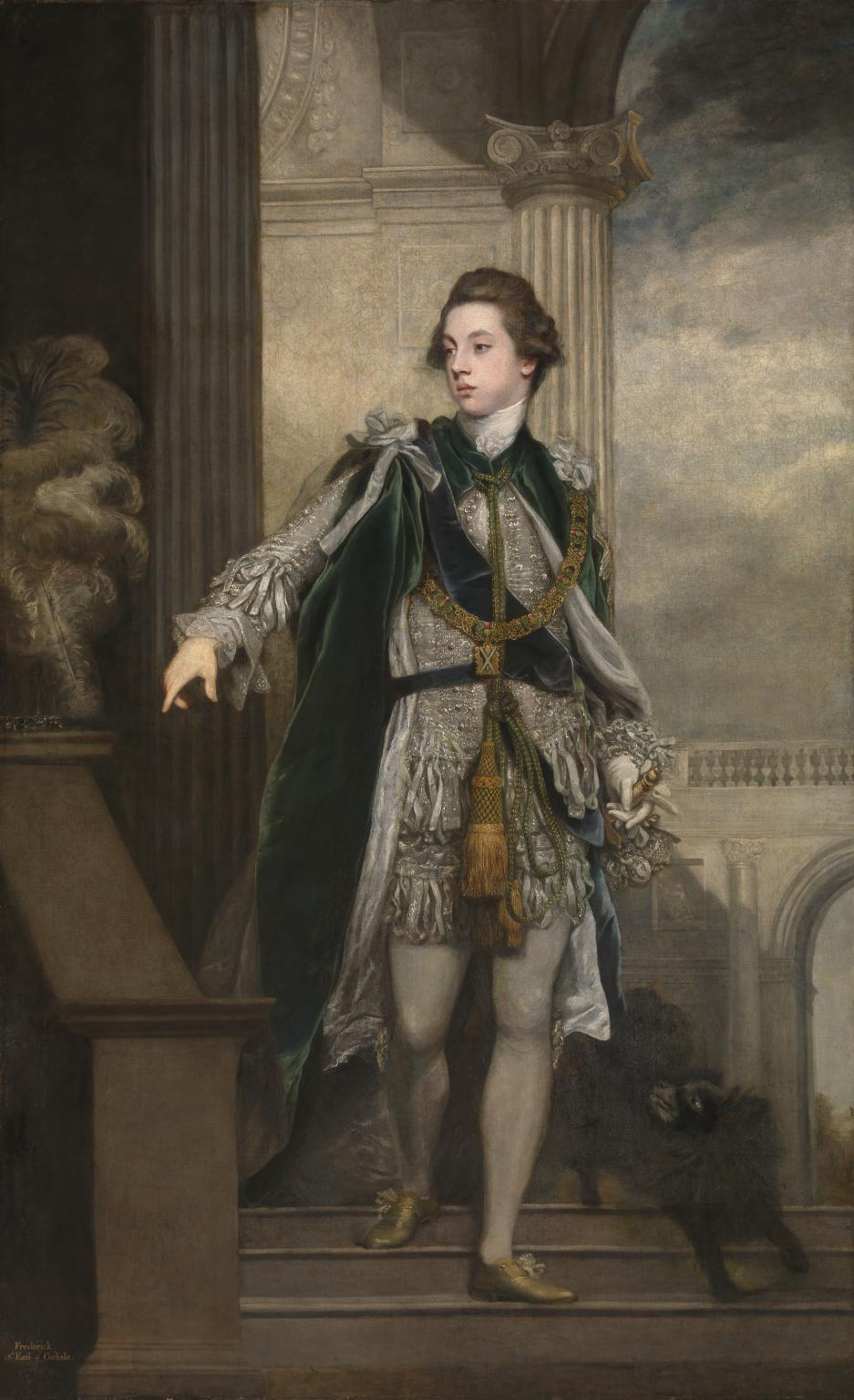
第5代カーライル伯爵フレデリック・ハワード
サー・ジョシュア・レノルズ作

1763年に一旦退役したエリオットは、その後1767年になって任務に復帰し、プリマスの護衛艦である60門艦のファームを指揮した。またその年にコッカーマスの選挙区から出馬して、イギリス議会の議員を短期間務めた。1770年9月26日には、新造艦であるポートランドをまかされたが、その翌年に海軍を去り、1777年にまた任務を受けて戻ってきた。この任務は、アメリカ独立戦争に向かう64門艦トライデントの指揮だった。またエリオットは、それより前の1776年1月に、エリオットは王立協会フェローに選ばれていた 。1778年4月11日、准将に昇進したエリオットは、そのしばらく後にカーライル和平使節団の5代カーライル伯フレデリック・ハワード、ジョージ・ジョンストン、初代オークランド男爵ウィリアム・イーデンを、植民地の住民と交渉のために北アメリカへと派遣した。デラウェアに到着したエリオットは、リチャード・ハウの指揮のもと、ロードアイランドの戦いに参戦した。1778年の末にトライデントでイギリスに戻り、その後1779年5月に74門艦エドガーを任されるまでは、海軍の生活からしばらく離れた。またこの頃に海兵隊の大佐となり、1787年までその地位にあった 。

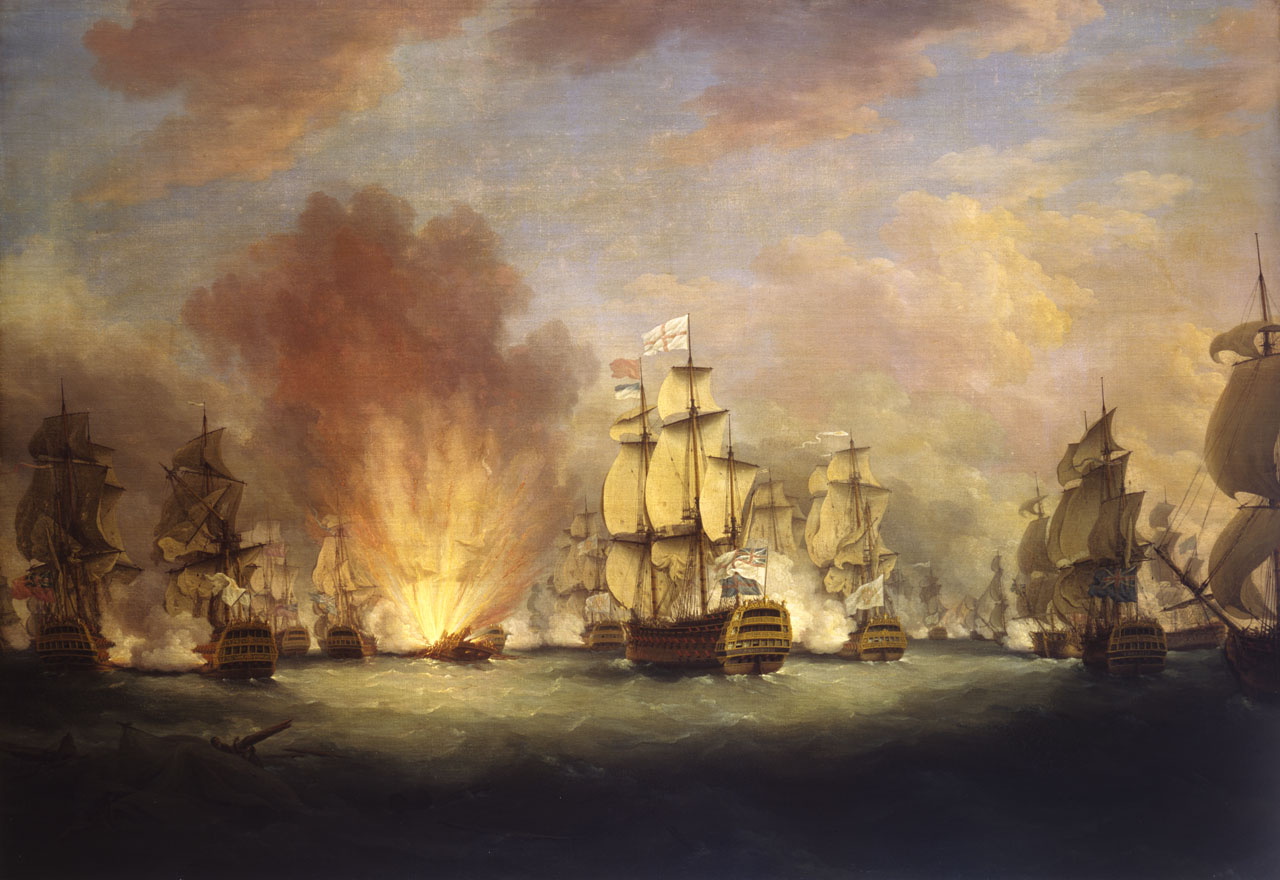
サン・ビセンテ岬の海戦（月光の戦い）、リチャード・ペイトン作

1780年、エリオットはジブラルタル包囲戦に向かうジョージ・ロドニー提督と合流し、サン・ビセンテ岬の月光の海戦で、フアン・デ・ランガラ指揮下のスペイン艦隊との交戦に参戦して完勝した。この交戦でエドガーは大きな役割を果たしたが、戦死者6人負傷者20人と損害も大きかった。これはイギリス艦隊で3度目に大きな数字だった。ロドニーは一時的にジブラルタルの救援に回ったが、その後艦隊は西インド諸島に出発した。ただしエリオットとエドガーは、ジブラルタル駐留軍の支援のために残った。エリオットはすぐに、自分たちができる支援はごくわずかなのに気付き、駐留地にあるエドガーと同規模の大きさの艦を、スペインの沿岸警備艇の弾除けとした 。ロドニーはエリオットをジブラルタルに残して来たことを譴責された。ロドニー自身の命令にも反することであったため、エリオットを帰国させるためのフリゲート艦を派遣する必要があった。その後エリオットはイギリスに戻った。
アメリカ独立戦争が終わるまでの残りの時期、エリオットは英仏海峡でエドガーの指揮を執った。1781年11月、海軍本部は、ギシェン伯リュク・ウルバン・ド・ブーシク指揮下の大規模な護送船団が、ブレストを発つ用意をしているという機密情報を受け取った。この船団は西インド諸島と、インドのフランス艦隊に物資を届けるための輸送艦であった。エドガーはリチャード・ケンペンフェルト提督の18隻から成る戦隊の1隻であり、ケンペンフェルトは旗艦のヴィクトリーから指揮を執り、船団を阻止するように命じた。ケンペンフェルトが命令を出したのは12月12日の午後、ビスケー湾でのことで、ウェサン島の南西約150マイルの地点だった。フランス艦は船団の風下にいて、ケンペンフェルドは即座に攻撃を仕掛けた。夜になるまでに15隻を拿捕し、残りの船は四散して、その大部分がブレストに戻り、西インド諸島に着いたのは5隻にすぎなかった。1781年のウェサン島の海戦と呼ばれるこの戦闘で、エドガーは84門艦のル・トリオムファンと追撃戦を繰り広げ、エリオットは後になって、戦闘中のこの行為をほめられた。1782年にはロムニーに転属され、西インド諸島に向かって5隻の戦列艦と1隻のフリゲート艦から成る戦隊を指揮する予定だったが、戦争の終結によりこれは実現しなかった。

## 晩年

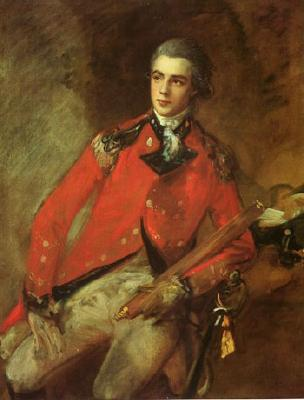
初代カスカート伯爵ウィリアム・カスカート

戦争終結により任務を外れたエリオットは、1786年まで任務に就かなかった。1786年にニューファンドランド植民地の総督と最高司令官に就任した。彼は通常の任期を果たし、毎年6月に任地に着いて、10月に帰国した。というのも、総督であるエリオットの主な仕事は漁業の取り締まりだったからである。その後総督の職は、1789年に海軍中将のマーク・ミルバンクに引き継がれた。そしてエリオットは、1787年9月24日に赤色少将に昇進した。さらに1790年2月21日には青色中将に昇進し、その年はスペイン軍との緊張が高まっていたため、エリオットは出動すべくバーフラーに自分の旗を掲げたものの、危機が緩和されたため出動の機会は失われた。次第に体が弱って行ったエリオットは、1794年4月12日に赤色中将に昇進したが、次第に体力が衰えていき、フランス革命戦争が開始後にもかかわらず、役職に就くことはできなかった。1795年には青色大将となり、その後白色大将となった。エリオットはロクスバラシャーのマウント・テヴィオットに地所を購入し、そこで晩年を過ごして、1808年9月20日に亡くなった。彼は生涯独身であり、トマス・ペイズリー、初代カスカート伯爵ウィリアム・カスカートやロバート・ディグビー提督といった甥たちがエリオットの遺産を引き継いだ。